# Arthur Gaskin
Arthur Gaskin (* 16. Januar 1985 in Dublin) ist ein ehemaliger irischer Squashspieler und heutiger -trainer.

## Karriere
Arthur Gaskin begann seine professionelle Karriere im Jahr 1996 und gewann bis 2017 drei Turniere auf der PSA World Tour. Seine höchste Platzierung in der Weltrangliste erreichte er mit Rang 80 im Juni 2009. In den Jahren 2011, 2013 sowie von 2015 bis 2020 wurde er irischer Landesmeister. Mit der irischen Nationalmannschaft nahm er 2005, 2007, 2009, 2011, 2013, 2017 und 2019 an Weltmeisterschaften teil. Außerdem stand er mehrfach im irischen Aufgebot bei Europameisterschaften. Insgesamt bestritt er 106 Partien für Irland. Bei Weltmeisterschaften im Einzel gelang ihm bislang einzig 2009 die Qualifikation für das Hauptfeld. Er verlor dort die Auftaktpartie.
Nach seiner aktiven Karriere begann er als Trainer zu arbeiten. Neben seiner Tätigkeit als Cheftrainer an der Brown University übernahm er im Oktober 2024 den Posten des Nationaltrainers beim irischen Squashverband.

## Erfolge
- Gewonnene PSA-Titel: 3
- Irischer Landesmeister: 8 Titel (2011, 2013, 2015–2020)